# Pilar Urbano
Pilar Urbano Casaña (Valencia, 1940) es una periodista y escritora española.

## Biografía
Nació en Valencia, en 1940. Actualmente publica sus colaboraciones en el diario El Mundo.

### Prensa escrita
Tras estudiar Filosofía y Letras, pronto encauzó su carrera profesional hacia el mundo del periodismo y consiguió el número uno de su promoción en la Escuela Oficial de Periodismo.
Ha trabajado, como comentarista política, en los diarios ABC (hasta 1985), donde escribió una columna periódica llamada Hilo directo, Ya (1985-1989) y actualmente en El Mundo y en la revista Época.

### Radio y televisión

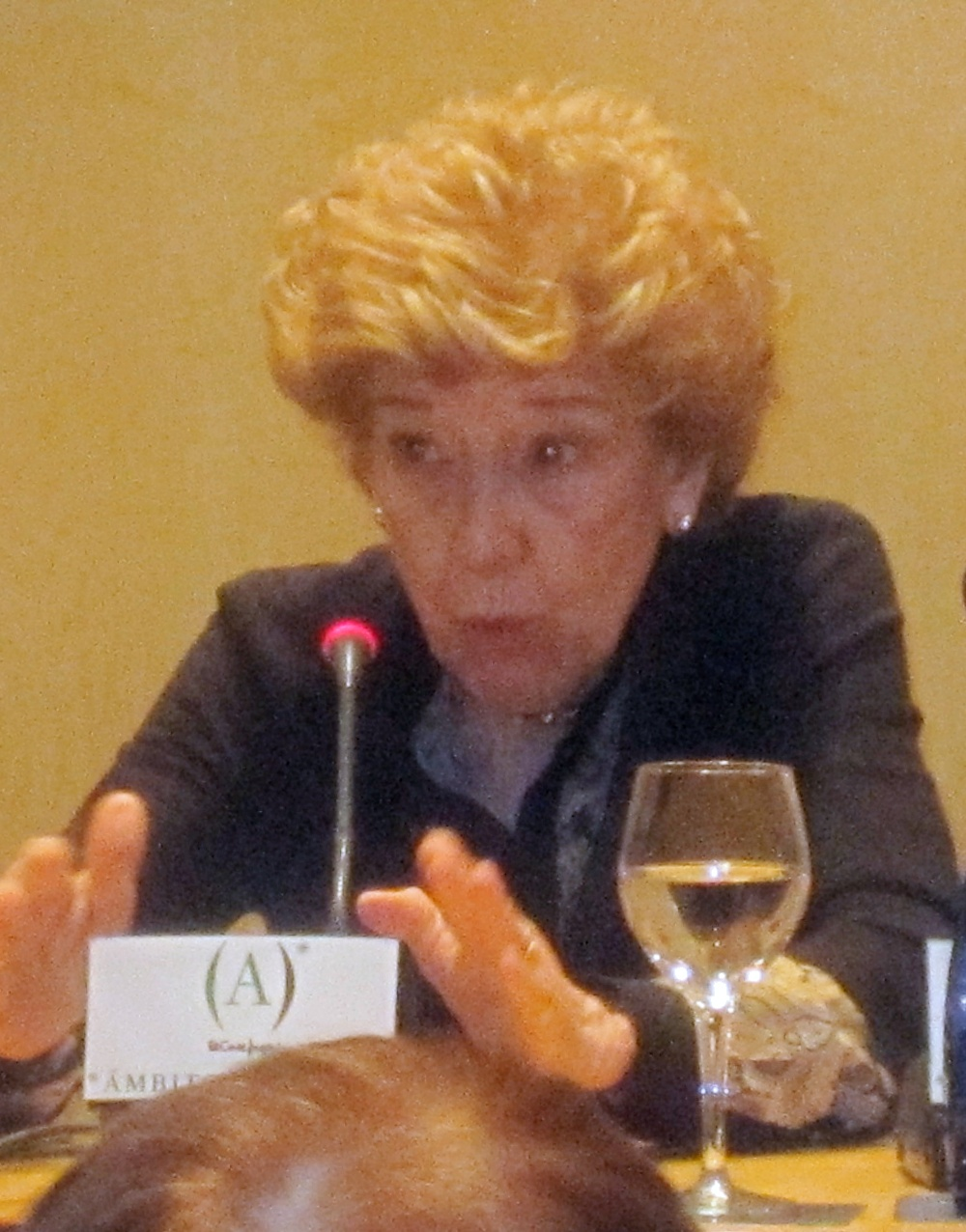
Pilar Urbano hablando en un instante en una conferencia.

En 1988 colaboró con Encarna Sánchez en su programa Directamente Encarna de la Cadena COPE Ha escrito varios libros sobre la casa real. En televisión hizo lo propio con Jesús Hermida, colaborando en la tertulia política de los programas La noche de Hermida (1993) y Hermida y Cía (1994), ambos en Antena 3.
En la temporada 1994-1995 se incorporó como comentarista al espacio Informativos Telecinco, presentado por Carmen Tomás en la cadena nacional Telecinco.
Más tarde pasó al programa La Brújula (1995-1998), en Onda Cero, cuando era conducida por Ernesto Sáenz de Buruaga.

### Libros
Especializada en la publicación de libros sobre temas de actualidad, entre los asuntos sobre los que ha escrito se encuentra la trama criminal de los atentados del 11 de septiembre de 2001 o el intento de golpe de Estado del 23-F en España, del que fue testigo directo por encontrarse en ese momento en la tribuna de periodistas del Congreso de los Diputados. Además ha publicado sendas biografías "autorizadas" de la Reina Sofía y el juez Baltasar Garzón.
Entre otros, ha publicado:
- España cambia la piel: entrevistas políticas (1976).
- Con la venia, yo indagué el 23-F (1982).
- El hombre de Villa Tevere: los años romanos de Josemaría Escrivá (1995).
- Yo entré en el Cesid (1996).
- La Reina (1997).
- Garzón: el hombre que veía amanecer (2000).
- Jefe Atta: el secreto de la Casa Blanca. Plaza & Janés (2003).
- La madre del ajusticiado (2005).
- La Reina muy de cerca (2008)
- El precio del trono (2011)
- La gran desmemoria. Lo que Suárez olvidó y el Rey prefiere no recordar (2014).
- "Pieza 25, salvar a la infanta" (2017).

### Otros datos
El 23-F estaba en el Congreso de los Diputados en calidad de periodista. Fue una de las personas que permaneció de pie. Con ocasión de aquella experiencia, declaró: «Tuve una metralleta a un palmo de mi cintura. No me tiré al suelo. Aquella tarde y aquella noche supe de un modo definitivo que la libertad vale más que la vida».
En 1994 fue demandada judicialmente por expresar opiniones calificadas de homófobas en un artículo de la revista Elle.
En octubre de 2008, la presentación de su libro La Reina muy de cerca, publicado por Editorial Planeta, desató una fuerte polémica en España al aparecer supuestas declaraciones de la Reina Sofía en contra de la eutanasia, del aborto y del matrimonio igualitario. Ello dio lugar a un comunicado oficial de la Casa Real en el que se decía que Pilar Urbano, «tras mantener una conversación privada con Su Majestad la Reina, pone en boca de su majestad unas supuestas afirmaciones que hoy reproducen algunos medios de comunicación», las cuales «no corresponden con exactitud a las opiniones vertidas por Su Majestad la Reina, como oportunamente se le ha hecho saber a la autora».
Ante dicho comunicado, la periodista negó que las declaraciones fueran de carácter privado. «Yo he hecho un libro con la Reina, sabiéndolo la Reina, no en el ámbito privado, sino en la Zarzuela», y añadió que «lo que ha dicho la reina es lo que aparece en mi libro» y que la Casa Real leyó y dio «luz verde» al libro.